# Protestas en Jordania de 1989
Las protestas en Jordania de 1989 (en árabe: هبة نيسان‎) comenzó en Ma'an el 18 de abril después de que el gobierno recortara los subsidios a los alimentos, aumentando su precio. Las manifestaciones y los disturbios llegaron rápidamente a las ciudades vecinas del sur. Los manifestantes acusaron al gobierno de corrupción desenfrenada y exigieron que se despidiera al primer ministro Zaid Al-Rifai; sea levantada la ley marcial; reformar las leyes electorales; y se eliminen las restricciones a la libertad de expresión y la libertad de prensa.
La economía jordana estaba sufriendo una recesión durante ese tiempo después de que Jordania se separó de Cisjordania en 1988. El rey Hussein respondió a las protestas despidiendo a Al-Rifai, levantando la ley marcial que había estado en vigor desde 1957 y reanudando las elecciones parlamentarias que habían estado en pausa desde 1967. El Rey también nombró una comisión real para redactar la Carta Nacional, un documento con un calendario de reformas y actos de democratización.
Jordania celebró elecciones parlamentarias el 8 de noviembre de 1989, las primeras en 22 años, y la Carta Nacional se redactó en 1990. Algunos países árabes, principalmente Arabia Saudita, estaban preocupados por la democratización de Jordania.

## Antecedentes
Se llevaron a cabo elecciones generales en 1967, justo antes de que Jordania perdiera Cisjordania, y cuando terminó el mandato del parlamento en 1971, no se pudieron celebrar elecciones debido al hecho de que Cisjordania estaba bajo ocupación israelí. En 1984, Hussein nombró un parlamento de ambas orillas del río Jordán.
La desconexión de Jordania de Cisjordania en julio de 1988 demostró ser deprimente para la economía. La deuda externa de Jordania duplicaba su producto nacional bruto (PNB). Jordania estaba combatiendo una crisis económica con medidas de austeridad, los economistas occidentales atribuyeron la crisis debido al gasto excesivo del gobierno. El dinar jordano había perdido un tercio de su valor en 1988.
Un comunicado del FMI decía: "Jordania acordó fortalecer las reservas extranjeras, reducir la inflación a través de políticas crediticias estrictas y mejorar el saldo de la cuenta corriente. También se comprometió a reformar el sistema tributario y reducir su déficit presupuestario".

## Protestas
El 16 de abril, el Gobierno aumentó los precios de la gasolina, los derechos de licencia, las bebidas alcohólicas y los cigarrillos, entre un 15% y un 50%, en un intento por aumentar los ingresos según un acuerdo con el Fondo Monetario Internacional (FMI). El acuerdo con el FMI permitiría a Jordania reprogramar su deuda de 6000 millones de dólares y obtener préstamos por un total de 275 millones de dólares durante 18 meses. El 18 de abril, los disturbios de Ma'an se extendieron a otras ciudades del sur como Al-Karak y Tafila, donde The New York Times informó que alrededor de 4000 personas se reunieron en las calles y se enfrentaron con la policía. 6 manifestantes murieron y 42 resultaron heridos, mientras que 2 policías murieron y 47 resultaron heridos en los enfrentamientos.
A pesar de que las protestas fueron provocadas por una situación económica preocupante, las demandas de la multitud se volvieron políticas. Los manifestantes acusaron al gobierno de corrupción desenfrenada y exigieron que se despidiera al primer ministro Zaid Al-Rifai; sea levantada la ley marcial; reformar las leyes electorales; y se eliminen las restricciones a la libertad de expresión y la libertad de prensa.

## Respuesta
Hussein cedió a las demandas destituyendo a Zaid Al-Rifai y nombrando a Zaid ibn Shaker para formar un nuevo gobierno. En 1986 se aprobó una nueva ley electoral, por lo que la decisión de reintroducir las elecciones parlamentarias se desarrolló sin problemas. El gabinete aprobó enmiendas a la ley electoral que excluían los artículos relacionados con la representación de Cisjordania.
En mayo de 1989, justo antes de las elecciones, Hussein anunció sus intenciones de nombrar una comisión real de 60 personas para redactar un documento reformista llamado Carta Nacional. La Carta Nacional buscaba fijar un calendario para los actos de democratización. Aunque la mayoría de los miembros de la comisión eran leales al régimen, incluía a varias figuras de la oposición y detractores.
Las elecciones parlamentarias se celebraron el 8 de noviembre de 1989, las primeras en 22 años (desde 1967). La Carta Nacional fue redactada y ratificada por el parlamento en 1991. El príncipe Ra'ad bin Zeid, primo de Hussein que fue Lord Chamberlain de Jordania, dijo más tarde en una entrevista sobre los movimientos de Jordania hacia la democracia en 1989:

A muchos líderes árabes no les gustó esto. Sintieron que el rey Hussein estaba dejando salir al genio de la botella. Además, lo acusaron de interferir indirectamente en su política interna. Fueron especialmente críticos con la noción de derechos ciudadanos. Los saudíes y otros sintieron que la ley Sharia incluía eso. Estaban aprensivos. No entendieron la relevancia de la democracia para el pueblo saudí. Para ellos, la ley Sharia era todo lo que necesitaba el pueblo saudí.